# Pasankalla
Pasankalla en Bolivia, pipoca en Brasil, tutucas en Argentina, maná o cocoliche en Perú, es un insuflado de maíz que lleva diferentes cantidades de azúcar.

## En Bolivia
En Bolivia su lugar de producción tradicional es el conjunto de poblaciones cercanas a Copacabana y el lago Titicaca. Se cree que la población de donde es originario este alimento es Lock'a. Actualmente se produce en varios departamentos de Bolivia y se consume en todo el país además de ser exportado a otros países de América, Europa y Oceanía.

### Características

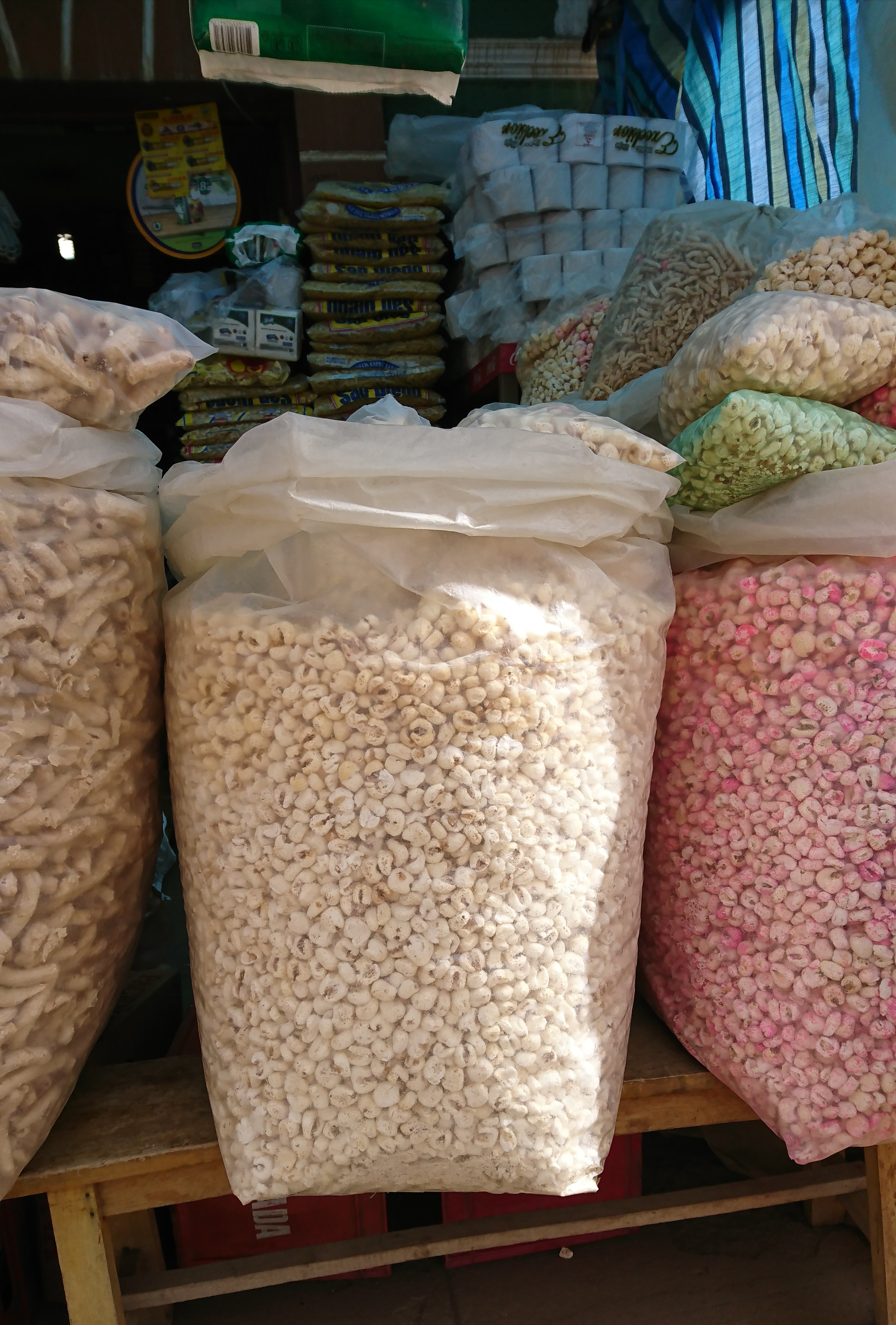
Ejemplo de Pasankallas mostrado en una tienda de Bolivia

La pasankalla tiene similitudes con las palomitas de maíz, aunque se produce con diferentes tipos de maíz; el maíz utilizado para la pasankalla es el denominado p’isanqella, uno de los varios tipos de maíces de Bolivia, de grano grande y final puntiagudo. Adicionalmente, el sabor de las pasankallas es siempre dulce, aunque las técnicas de endulzado y las cantidades de azúcar añadido son diferentes dependiendo del estilo de preparación; la pasankalla puede ser también coloreada en rosa o celeste.
La producción ha sido tradicionalmente artesanal y la comercialización se ha realizado masivamente en ferias, puestos ambulantes y mercados populares, vendiéndose por peso y siendo una compañía tradicional de frutas, otros insuflados, mesas del día de Todos los Santos, y diversas festividades y actividades sociales y de esparcimiento.
En la ciudad de El Alto para el año 2000 se habían identificado al menos 171 microempresas familiares dedicadas al tostado de pasankallas utilizando materia prima del valle de Bolivia.

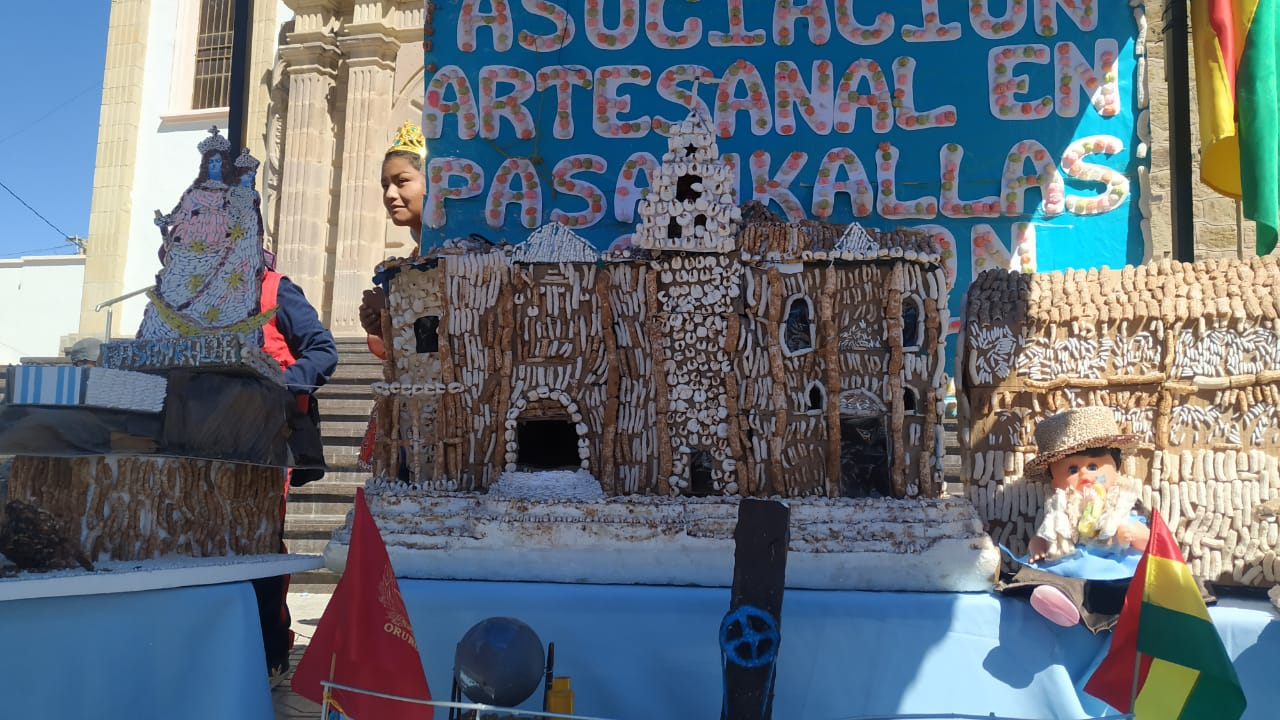
Arte con pasankalla, en la Feria del Calvario, en Oruro, Bolivia.

A partir de la década de  2000 se han desarrollado iniciativas empresariales para comercializar las pasankallas en formatos industriales en el mercado formal constituido por supermercados y tiendas y exportar las pasankallas con diferentes variaciones, nombres y formatos, siendo Tossitos, San Javier y Tutucas las marcas encargadas de la producción de tipo industrial.

### Preparación
La preparación tradicional de pasankalla se realizaba en ollas de barro calentándolas hasta que los granos de maíz estallen. Actualmente se preparan en procesos de carácter artesanal, utilizando máquinas de fabricación igualmente artesanal.

## En Perú
En Perú, conocidos también como cocoliches, se produce al sur donde es conocido como mana, exactamente en el departamento de Cusco y el departamento de Puno, ambos cerca al lago Titicaca. Asimismo, Cusco es el principal productor de maíz, insumo esencial para la preparación de mana. En Arequipa es conocido como chichasara, un vocablo quechua que significa tostado de maíz.

## Nombres locales
- Bolivia:
  - pasankalla, en el occidente de Bolivia.
  - pororó, en el oriente de Bolivia.
  - pochoclo, tostado y tutuca en Tarija
- Argentina: tutuca y pochoclo dulce.
- Chile: pululo.
- Perú: cocoliche, maná.
  - chichasara, en el sur del Perú.